# Chevallerie

Wappen der de la / von La / von der Chevallerie

Chevallerie ist der Name einer ursprünglich französischen Familie, die seit 1547 dem französischen Adel angehörte. Das Wappen stellt ein aufspringendes silbernes Pferd vor rotem Hintergrund unter Blätterkrone dar.

## Geschichte
Die Familie stammte ursprünglich aus der Bretagne. Sie erscheint erstmals mit Guillaume Chevalerie, der 1492 zur Confrérie de Notre Dame mit Schutzherr Martin von Tours in Vitré gehörte. Georges Chevalerie, geboren um 1500, war Gutsherr auf L’Épine bei Vitré. Im Jahre 1545 erwarb er das Schloss L’Éperonnière  bei Craon, das zum Hauptsitz der Familie wurde. Am 10. Juli 1547 erhielt Georges Chevalerie von der französischen Krone für sich und seine Familie eine Bestätigung seines Adels.

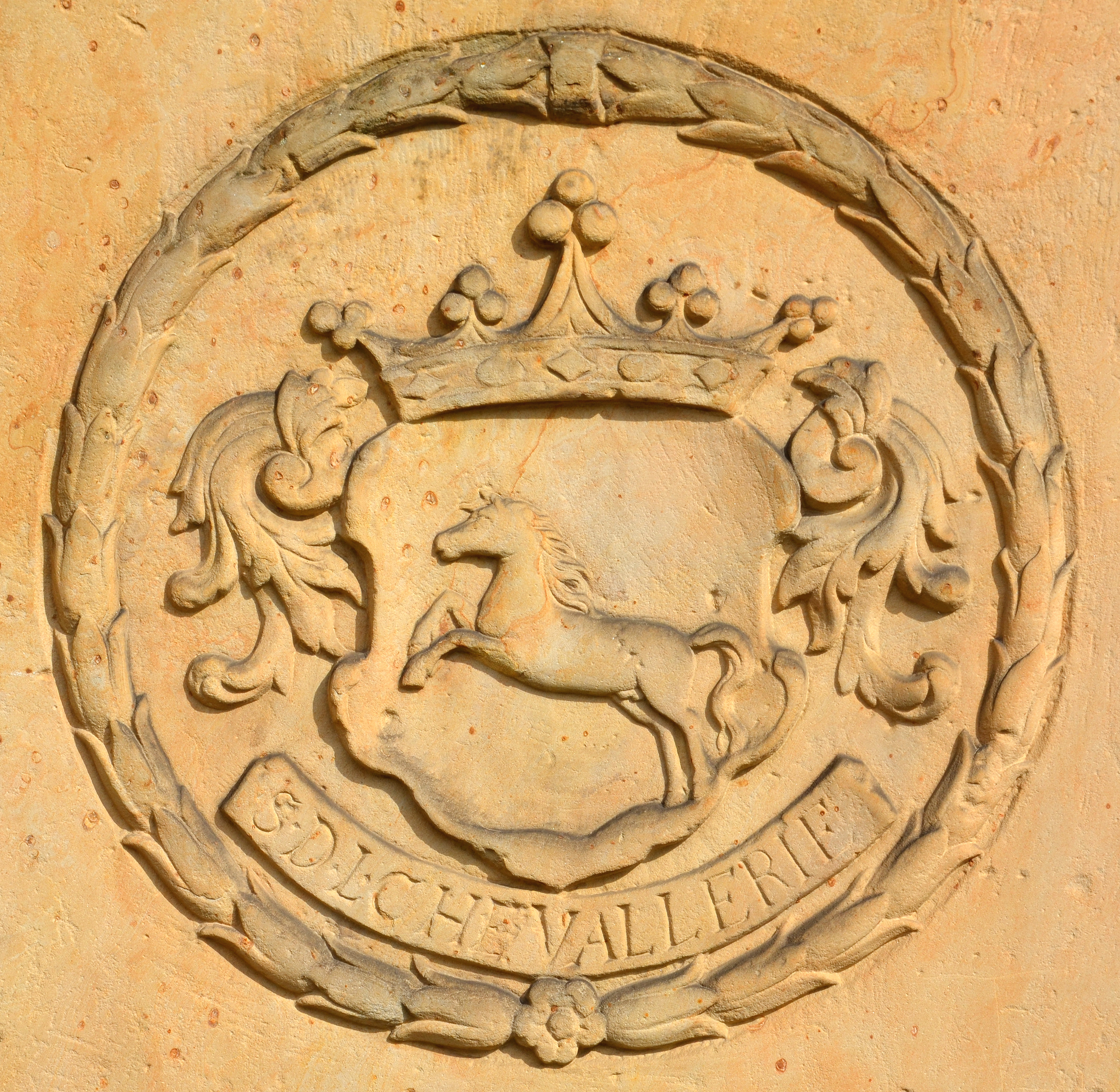
Wappen auf dem Grabstein des 1698 gestorbenen Simeon de la Chevalerie in Hannover

Um 1660 flüchtete sein hugenottisch gewordener Urenkel Simeon de la Chevallerie, geboren 1635, und die ebenfalls hugenottische Witwe seines Verwandten Gilles de la Chevallerie, Baron de la Motte, mit ihren drei Kindern nach Deutschland. Von den katholisch gebliebenen Zweigen, die in Frankreich erloschen sind, blüht in Belgien noch eine Linie.
Von den nach Deutschland gekommenen Familienangehörigen wurden drei Linien begründet: Eine, die von Gilles abstammt, ist im 19. Jahrhundert erloschen, während die beiden von Enkeln des Simeon begründeten Linien noch bestehen. Deren Adelszugehörigkeit wurde in Preußen, in dessen Armeen viele ihrer Mitglieder dienten, nicht beanstandet. Die Familie tritt in Deutschland unter den Namensformen de la Chevallerie Baron de la Motte, de la Chevallerie, von der Chevallerie und von La Chevallerie auf.

## Bekannte Familienmitglieder

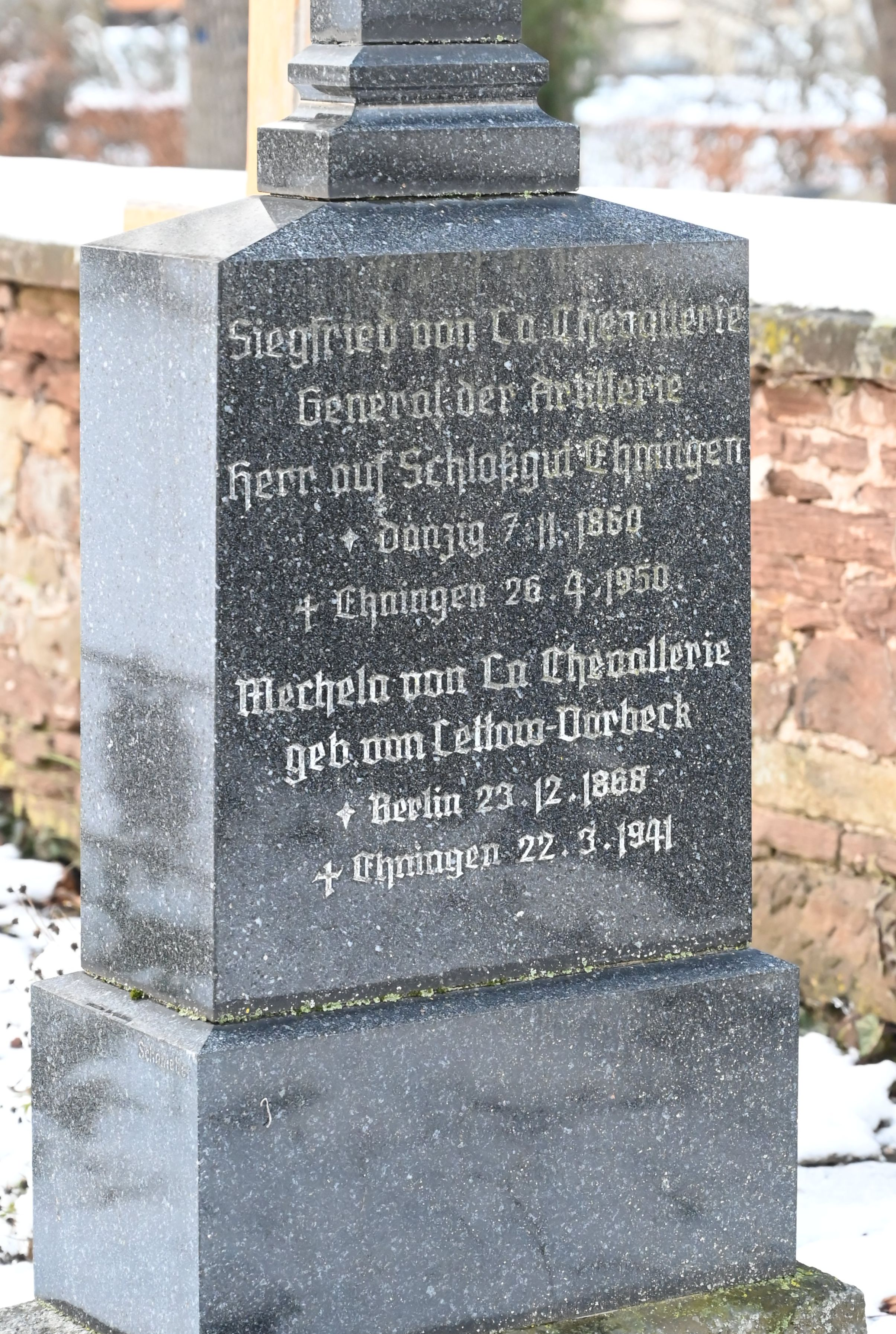
Grabmal Siegfried von La Chevallerie

- Siméon de la Chevallerie (1635–1698), französisch-deutscher Adliger, Hugenotte und welfischer Beamter
- Cathérine de la Chevallerie, Baronesse de la Motte (1644–1713), Hugenottin, kurfürstlich braunschweig-lüneburgische Hofdame, kurfürstlich und königlich preußische Oberhofmeisterin
- Charles de la Motte-Chevallerie (1648–1717), kurhannoverscher Generalmajor
- Ernst August de la Chevallerie von la Motte (1688–1758), preußischer Generalleutnant
- Georg Ludwig de la Chevallerie (1711–1768), britischer und kurfürstlich braunschweig-lüneburgischer Generalmajor
- Friedrich Wilhelm von La Chevallerie (1790–1850), preußischer Generalmajor
- Ludwig von La Chevallerie (1813–1884), preußischer Generalmajor
- Gustav von der Chevallerie (1825–1912), preußischer Generalleutnant
- Hans von der Chevallerie (1857–1946), preußischer Generalmajor
- Siegfried von La Chevallerie (1860–1950), deutscher General der Artillerie und Ritter des Ordens Pour le Mérite mit Eichenlaub
- August Hartmann de la Chevallerie (1852–1915), 1886–1912 Bürgermeister der Stadt Buer (Westfalen)
- Kurt von der Chevallerie (1891–1945), deutscher General der Infanterie
- Hellmut von der Chevallerie (1896–1965), deutscher Generalleutnant
- Botho von La Chevallerie (1898–1943), deutscher Oberst[2] und Träger des Ritterkreuz des Eisernen Kreuzes
- Botho von La Chevallerie (1927–2018), Ehrenkommendator[3] des Johanniterordens und Träger des Bundesverdienstkreuzes am Bande